# Pajusi
Pajusi era un comune rurale dell'Estonia orientale, nella contea di Jõgevamaa. Il centro amministrativo era la località (in estone küla) di Kalana.
Nel 2017 il comune si è unito al comune rurale di Põltsamaa durante la riforma amministrativa dei comuni estoni, ad eccezione del villaggio di Kaave, che è entrato a far parte del comune rurale di Jõgeva.

## Località
Oltre al capoluogo, il comune comprende altre 22 località:
Aidu, Arisvere, Kaave, Kauru, Kose, Kõpu, Kõrkküla, Lahavere, Loopre, Luige, Mõisaküla, Mõrtsi, Nurga, Pajusi, Pisisaare, Sopimetsa, Tapiku, Tõivere, Uuevälja, Vorsti, Vägari, Väljataguse.